# Conrad X le Blanc
Conrad X d'Oleśnica dit le Blanc (polonais: Konrad X Biały);  1420 – 21 septembre 1492) est un duc d'Oleśnica, Koźle, de la moitié de Bytom et de Ścinawa conjointement avec son frère pendant la période  de 1450 à 1452 et ensuite après 1452 seul duc de la moitié de Ścinawa, pendant la période 1471-1472 il est seul duc de Koźle et de la totalité de Bytom, et enfin à partir de 1478 seul duc d'Oleśnica (allemand Oels ou Œls).

## Biographie

### Premières années
Conrad X dit le Blanc est le second fils de Conrad V Kantner et de son épouse Marguerite.
Après la mort de leur père en 1439, Conrad X et son frère ainé Conrad IX le Noir sont écartés du gouvernement du duché par leur oncle Conrad VII Le Blanc, qui règne jusqu'à ce que Conrad X et Conrad IX le déposent en 1450 et règnent conjointement sur le duché. Deux ans plus tard après la mort de leur oncle, ils décident de partager entre eux l'ensemble du patrimoine familial. Conrad X obtient une moitié de Ścinawa.

### Conflit entre la Bohême et la Hongrie
Pendant le conflit qui oppose le royaume de Bohême et celui de Hongrie ils soutiennent initialement leur suzerain Georges de Bohême à qui ils avaient rendu l'hommage en 1459 en confirmation des possessions de leur père. Cependant quand les armées du roi de Hongrie envahissent et occupent la Silésie, Conrad X et Conrad IX dénoncent leur alliance et rendent l'hommage au roi Matthias Corvin. Après la mort de son frère en 1471, Conrad X réunifie la totalité du duché entre ses mains à l'exception d'Oleśnica, qui est donné comme douaire (polonais Oprawa wdowia) à sa belle-sœur Marguerite de Rawa et à sa nièce  Barbara d'Oleśnica.
En juillet 1471 Conrad X comme les autres ducs de Silésie accompagne le nouveau roi de Bohême Vladislav II de Bohême dans son voyage de Cracovie à Prague en évitant la  Moravie et le duché Opole occupés par l'anti-roi Mathias Corvin. Conrad X, craignant lui aussi de voir ses domaines annexés par Matthias Corvin en raison de ses liens antérieurs avec Georges de Bohême et actuels avec son successeur Vladislav II, s'engage à fiancer Barbara, la fille unique de son défunt frère, à Albert de Poděbrady, le fils unique âgé de deux ans d'Henri Ier l'Aîné de Poděbrady duc de Münsterberg, fils de l'ancien roi Georges de Bohême à qui il cède en même temps la totalité de ses possessions de Haute-Silésie.
Henri Ier l'Aîné rétrocède immédiatement Hlučín (allemand Hultschin) et Kravaře ve Slezsku (allemand: Krawarn)  à son frère aîné Boček de Poděbrady. En 1472 Koźle et Bytom et Gliwice sont annexés par le royaume de Bohême, et trois ans après, en 1475, Conrad X intrigue pour priver Marguerite (morte en 1483) de la possession effective d'Oleśnica, qu'il transfère à sa fille Barbara d'Oleśnica, qui demeure sous le tutelle de son oncle jusqu'en 1478, elle est ensuite également dépossédée par son oncle qui finalement contrôle l'ensemble de leurs domaines avant qu'elle ne meure le 30 novembre 1479.
Dans le contexte des négociations avec ses créanciers Conrad X tente ensuite de vendre ses domaines à Marguerite d'Autriche veuve de Frédéric II de Saxe. Cette initiative provoque  l'intervention du roi Matthias Corvin et de l'Ordre Teutonique en 1480. Finalement Conrad X doit faire un compromis avec le roi de Hongrie stipulant qu'il le reconnait comme roi de Bohême et s'oblige à entrer dans l'Alliance d'Olomouc qui le soutient. En 1488, il tente de dénoncer cette alliance avec le roi Matthias en rejoignant une nouvelle coalition constituée par Jean II de Żagań duc de Glogau et Henri Ier l'Aîné duc de Münsterberg, mais ils sont battus en 1489 par les forces hongroises. Il est alors obligé de céder le château d'Oborniki Śląskie (allemand Uraz) au trésor royal. Après la mort du roi Matthias en 1490 il peut récupérer le gouvernement sur Oleśnica, Syców et Wąsosz.

### Succession
Conrad X meurt sans descendant le 21 septembre 1492. La lignée des Piast d'Oleśnica s'éteint avec lui. Sa moitié de Ścinawa revient à Casimir II de Cieszyn et duché d'Oleśnica à Henri Ier l'Ainé de Poděbrady qui le joint à son duché de Münsterberg.

## Union
Conrad X avait épousé Dorothée Reynkenberg (morte le 6 janvier 1471), fille d'un certain Nicolas (ou Nicodème) Reynkenberg, un chaudronnier. Selon les règles de la dynastie des Piast, ce mariage inégal est considéré comme morganatique, et Dorothée n'eut pas le droit de porter les titres et le rang de son époux. Ils n'ont pas d'enfant.

## Articles liés
- Duché de Silésie
- Duché d'Œls
- Liste des ducs d'Œls

## Sources
- (en) Cet article est partiellement ou en totalité issu de l’article de Wikipédia en anglais intitulé « Konrad X the White » (voir la liste des auteurs), édition du 2 juillet 2014.

- (de) Cet article est partiellement ou en totalité issu de l’article de Wikipédia en allemand intitulé « Konrad X. (Oels) » (voir la liste des auteurs), édition du 2 juillet 2014.
- (de) Europäische Stammtafeln Vittorio Klostermann, Gmbh, Francfort-sur-le-Main, 2004  (ISBN 3465032926),  Die Herzoge von Öls und Wohlau †1492 des Stammes der Piasten  Volume III Tafel 14.
- (en) & (de) Peter Truhart, Regents of Nations, K. G Saur Münich, 1984-1988 (ISBN 359810491X), Art. « Oels + Bernstadt, Kosel, Wartenberg »  p. 2.453